# Dendropsophus brevifrons
Dendropsophus brevifrons là một loài ếch thuộc họ Nhái bén.
Loài này có ở Brasil, Colombia, Ecuador, Guyane thuộc Pháp, Peru, và có thể cả Suriname.
Môi trường sống tự nhiên của chúng là rừng ẩm vùng đất thấp nhiệt đới hoặc cận nhiệt đới, đầm lầy nhiệt đới hoặc cận nhiệt đới, đồng cỏ nhiệt đới hoặc cận nhiệt đới vùng đất cao, đầm nước ngọt có nước theo mùa, vùng đồng cỏ, vườn nông thôn, và các vùng đô thị.
Chúng hiện đang bị đe dọa vì mất môi trường sống.